# Cap Blanc (ravitailleur)
Pour les articles homonymes, voir Cap Blanc.
Le Cap Blanc était un caboteur français qui a coulé en décembre 2008, entraînant la mort de quatre marins.

## Description
Caboteur roulier d'une longueur de 38 m construit en 1982 en Roumanie, il assure depuis l'an 2000 une navette hebdomadaire de transport de fret entre Saint-Pierre-et-Miquelon et Terre-Neuve, le Cap blanc était réputé en bon état.

## Naufrage
Le caboteur Cap Blanc appareille le 1er décembre 2008 du port d'Argentia chargé de 204 tonnes de sel de déneigement. Il chavire puis coule le mardi 2 décembre 2008 dans l'océan atlantique Nord en baie de Plaisance à 43 nautiques des côtes de Saint-Pierre dans les eaux territoriales canadiennes. Quatre marins originaires de Saint-Pierre-et-Miquelon sont alors portés disparus.
Le 21 décembre 2008, des plongeurs spécialisée ont pu remonter les corps de trois des quatre marins de l'équipage du caboteur qui ont trouvé la mort lors du naufrage. Le Cap Blanc repose par 134 m de profondeur à 8,6 nautiques au sud des côtes de la province canadienne de Terre-Neuve-et-Labrador. Les causes du naufrage sont à ce jour inexpliquées et ne se basent que sur des hypothèses.